# Dendrophthora elliptica
Dendrophthora elliptica är en sandelträdsväxtart som först beskrevs av George Gardner, och fick sitt nu gällande namn av Krug & Urban och Ignatz Urban. Dendrophthora elliptica ingår i släktet Dendrophthora och familjen sandelträdsväxter. Utöver nominatformen finns också underarten D. e. platyphylla.